# Give a reason
《Give a reason》是日本女性聲優林原惠的第11張單曲。1996年4月24日由STARCHILD（King Records旗下公司）發行。

## 解說
同名標題曲「Give a reason」是聲優林原惠主演1996年4月至9月在東京電視台播出的電視動畫《秀逗魔導士NEXT》選用的片頭主題曲。同時還收錄了奧井雅美主唱的同名動畫的片尾主題曲「我不會讓你插手」。
2009年在日本AT-X頻道播放的電視動畫《秀逗魔導士EVOLUTION-R》第13集（最終回）劇中，以插入曲的形式使用。讓過去的主題曲作為插入曲使用，是《秀逗魔導士》系列中首次的嘗試，也是久違約13年的再現。

### 記錄
- 此作是以「林原惠」的名義發行的單曲中[注 1]，第一張進入Oricon單曲排行榜前10名的單曲，也更新了當時她自己的最高記錄（前作《Going History》是第25名）。並在Oricon連續上榜13次。
- 還有，此作是林原惠的作表歌曲、及自身名義發行的單曲銷售量中的第一名（約23萬張，來自Oricon的調查結果）。並在動畫《秀逗魔導士NEXT》播出期間獲得1996年7月份金唱片的認定[1][注 2]。
- 在文化放送電台的動畫歌曲關聯排行榜節目《SOMETHING DREAMS Multimedia Countdown（日语：SOMETHING DREAMS マルチメディアカウントダウン）》中，「Give a reason」曾於1996年4月20日進入排行榜，在那之後獲得了連續8次的第1名（包含2次的重新奪冠），並連續登榜19週。還有，B面歌曲「我不會讓你插手」也於同年4月27日入榜，進入排行榜的第3、4週即為第2名，與「Give a reason」同時獨占第1、2名。

## 收錄歌曲
1. Give a reason [4:24]
  - 作詞：有森聰美（日语：有森聡美），作曲：佐藤英敏，編曲：大平勉，主唱：林原惠
  - 東京電視台電視動畫《秀逗魔導士NEXT》片頭主題曲
2. 我不會讓你插手（邪魔はさせない） [4:38]
  - 作詞、主唱：奧井雅美，作曲：奧井雅美、矢吹俊郎，編曲：矢吹俊郎
  - 東京電視台電視動畫《秀逗魔導士NEXT》片尾主題曲
3. Give a reason（off vocal version）
4. 我不會讓你插手（off vocal version）

## 收錄專輯
| 曲名           | 收錄專輯                                 | 發行日期      | 備註                                         |
| -------------- | ---------------------------------------- | ------------- | -------------------------------------------- |
| Give a reason  | 《bertemu》                              | 1996年11月1日 | 林原惠的第7張原創專輯                        |
| Give a reason  | 《VINTAGE S》                            | 2000年4月26日 | 林原惠的首張精選專輯                         |
| Give a reason  | 《秀逗魔導士MEGUMIX》                    | 2008年6月25日 | 集結林原惠與《秀逗魔導士》相關歌曲的精選專輯 |
| Give a reason  | 《VINTAGE White》                        | 2011年6月11日 | 林原惠的第3張精選專輯                        |
| Give a reason  | 《STARCHILD SELECTION音樂篇 [TV作品集]》 | 2000年1月28日 | 集結由STARCHILD發行的動畫歌曲合輯            |
| 我不會讓你插手 | 《V-sit》                                | 1996年9月21日 | 奧井雅美的第2張原創專輯 於live rock-on中收錄 |
| 我不會讓你插手 | 《S-mode #2》                            | 2004年2月25日 | 奧井亞美的第2張精選專輯                      |
| 我不會讓你插手 | 《STARCHILD SELECTION音樂篇 [TV作品集]》 | 2000年1月28日 | 集結由STARCHILD發行的動畫歌曲合輯            |

## 翻唱
| 曲名          | 主唱者     | 收錄專輯                                       | 發行日期      | 備註               |
| ------------- | ---------- | ---------------------------------------------- | ------------- | ------------------ |
| Give a reason | 松村香澄   | 《KASUMI the serious joker》                   | 1999年3月26日 | 松村香澄的原創專輯 |
| Give a reason | 奧井雅美   | 《Masami Kobushi》                             | 2003年5月1日  | 奧井雅美的翻唱專輯 |
| Give a reason | 喜多村英梨 | 《百歌聲爛 女性聲優篇II》                      | 2010年5月5日  | 翻唱合輯專輯       |
| Give a reason | 米倉千尋   | 《Ever After》                                 | 2008年6月25日 | 米倉千尋的翻唱專輯 |
| Give a reason | 桃井晴子   | 《more&more quality RED ～Anime song cover～》 | 2008年12月3日 | 桃井晴子的翻唱專輯 |
| Give a reason | 新谷良子   | 《百歌聲爛 女性聲優篇III》                     | 2009年3月18日 | 翻唱合輯專輯       |
| Give a reason | m.o.v.e    | 《anim.o.v.e 01》                              | 2009年8月19日 | m.o.v.e的翻唱專輯  |
| Give a reason | 日高莉花   | 《♂ 10★SPECIAL》                               | 2009年9月23日 | 翻唱合輯專輯       |
| Give a reason | 中川翔子   | 《》                                           | 2010年3月10日 | 中川翔子的翻唱專輯 |

## 腳註

### 資料來源
1. 1 2  來自日本唱片協會《THE RECORD》No.442（1996年9月號）的資料。